# Calosoma subasperatum
Calosoma subasperatum är en skalbaggsart som beskrevs av Schaeffer. Calosoma subasperatum ingår i släktet Calosoma och familjen jordlöpare. Inga underarter finns listade i Catalogue of Life.